# E.S.T.
E.S.T.（イー・エス・ティー、エスビョルン・スヴェンソン・トリオ、瑞：Esbjörn Svensson Trio）は、1993年にエスビョルン・スヴェンソン（Esbjörn Svensson、ピアノ）、ダン・ベルグルンド（Dan Berglund、ベース）、マグヌス・オストロム（Magnus Öström、ドラム）の3人で結成されたスウェーデンのジャズ・ピアノ・トリオである。その音楽は、クラシック、ロック、ポップ、テクノの要素を含んでいる。クラシックの作曲家バルトーク・ベーラやロックバンドのレディオヘッドに影響を受けたとしている。そのスタイルは、従来のジャズに、エレクトロニック・エフェクトやマルチトラック・レコーディングを取り入れたもの。

## バイオグラフィ
E.S.T.は、ジャンルにとらわれず、スヴェンソンの音楽的カトリシズムに基づいて、さまざまなアーティストから影響を受けている。E.S.T.はヨーロッパ中で商業的に大成功を収め、批評家からも高い評価を受けた。1999年にリリースされた『フロム・ガガーリンズ・ポイント・オブ・ヴュー』は、E.S.T.のアルバムとしては初めて、ドイツのレーベルACTからスカンジナビア以外の国でリリースされ、国際的なブレイクのきっかけとなった。
スヴェンソンは2008年6月14日、妻と2人の息子を残したまま、ストックホルムでスキューバダイビングの事故により死亡した。All About Jazzは「世界中の音楽愛好家を深く悲しませるであろう」と評している。
2013年以降、マグヌス・オストロムとダン・ベルグルンドは、スウェーデンの編曲家・指揮者のハンス・エクとともに、E.S.T.の楽曲を交響曲にして演奏するプロジェクト「e.s.t.シンフォニー」のツアーを行っている。

## 受賞
エスビョルン・スヴェンソンは1995年と1996年に「スウェーデン・ジャズミュージシャン・オブ・ザ・イヤー（Swedish Jazzmusician of the Year）」、1998年には「スウェーデン・ソングライター・オブ・ザ・イヤー（Swedish  Songwriter of the Year）」を受賞。1997年の『Winter in Venice』はスウェーデンでのグラミー賞を受賞。
2002年の『ストレンジ・プレイス・フォー・スノウ』はドイツの「ドイツ年間批評家賞（Jahrespreis der Deutschen Schallplattenkritik）」「ドイツジャズ賞」フランス・『ジャズマン』誌の「今年のショック（Choc de l'année）賞」、フランスの「ジャズ大賞（Victoire du Jazz）」、MIDEM「祭典の革命賞（Revolution of the Festival）」等を受賞。2004年にはヨーロピアン・アーティスト・オブ・ザ・イヤーにあたる「ハンス・コラー賞（Hans Koller prize）」を受賞。

## ディスコグラフィ

### スタジオ・アルバム
- 『ホエン・エヴリワン・ハズ・ゴーン』 - When Everyone Has Gone (1993年、Dragon)
- EST Plays Monk (1996年、Superstudio Gul)
- Winter in Venice (1997年、Superstudio Gul)
- 『フロム・ガガーリンズ・ポイント・オブ・ヴュー』 - From Gagarin's Point of View (1999年、Superstudio Gul/ACT)
- 『グッド・モーニング・スージー・ソーホー』 - Good Morning Susie Soho (2000年、Superstudio Gul/ACT)
- 『ストレンジ・プレイス・フォー・スノウ』 - Strange Place for Snow (2002年、Superstudio Gul/ACT)
- 『セヴン・デイズ・オブ・フォーリング』 - Seven Days of Falling (2003年、Superstudio Gul/ACT)
- 『ヴァイアティカム』 - Viaticum (2005年、ACT)
- 『チューズデイ・ワンダーランド』 - Tuesday Wonderland (2006年、ACT/EmArcy)
- 『ルーコサイト』 - Leucocyte (2008年、ACT)
- 301 (2012年、ACT)

### ライブ・アルバム
- 『幻のライブ1995』 - E.S.T. Live '95 (2001年、ACT) ※旧邦題『E.S.T.ライヴ』。オリジナルは『Mr. & Mrs. Handkerchief』 (1995年、Dragon)
- Live in Berlin (2005年、ACT)[4]
- 『ライヴ・イン・ハンブルク』 - Live in Hamburg (2007年、ACT)
- E.S.T. Live in London (2018年、ACT) ※2005年録音
- E.S.T. Live in Gothenburg (2019年、ACT) ※2001年録音[5]

### コンピレーション・アルバム
- Somewhere Else Before (2001年、Columbia)
- 『回想〜ベリー・ベスト・オブ・e.s.t』 - Retrospective - The Very Best of E.S.T. (2009年、ACT)

### コラボレーション・アルバム
- Kära du (1996年、RCA/ BMG Sweden) ※with Louise Hoffsten、Lasse Englund
- Intromotion (1997年、LCM) ※with Krister Andersson
- Ballads (1999年、Dragon) ※with Nils Landgren
- Jag vill aldrig mer vara ful och ensam (2005年、Atlantis Grammofon/ Amigo) ※with Kristina Lugn

### DVD
- Live in Stockholm (2003年、ACT) ※2000年12月10日収録。インタビュー等も収録

## 来日公演
- 2003年6月17日(火) The Synergy Live 紀尾井ホール
- 2004年4月3日(土) 渋谷・Bunkamuraオーチャードホール
- 2005年6月25日(土) 渋谷・Bunkamuraオーチャードホール
- 2007年1月12日(金) 横浜・関内ホール
- 2007年1月14日(日) 大阪・なんばHatch